# Dražovice (ort i Tjeckien, Södra Mähren)
Dražovice är en ort i Tjeckien.   Den ligger i regionen Södra Mähren, i den östra delen av landet, 210 km sydost om huvudstaden Prag. Dražovice ligger 267 meter över havet och antalet invånare är 814.
Terrängen runt Dražovice är huvudsakligen platt, men åt nordväst är den kuperad. Terrängen runt Dražovice sluttar söderut. Runt Dražovice är det ganska tätbefolkat, med 124 invånare per kvadratkilometer. Närmaste större samhälle är Vyškov, 10,0 km norr om Dražovice. Trakten runt Dražovice består till största delen av jordbruksmark.